# Gaspare Visconti
Gaspare Visconti (ur. 1538, zm. 12 stycznia 1595) – arcybiskup Mediolanu od 1584 do 1595 roku.

## Wczesne lata życia
Urodzony w roku 1538 w szlacheckiej rodzinie Visconti, Gaspare Visconti zdobył tytuł Doctor Utriusque Iuris na Uniwersytecie w Pawii, gdzie został profesorem prawa. Rozpocząwszy karierę kościelną, przeniósł się do Rzymu, otrzymał miejsce auditora (sędziego) Roty Rzymskiej. W roku 1580 papież Grzegorz XIII wyznaczył Viscontiego na swojego legata, aby przeprowadził dochodzenie w Zakonie Maltańskim i uspokoił spór dotyczący Wielkiego Mistrza Jeana de la Cassière. W roku 1583 powrócił z Malty do Włoch, 4 listopada 1584 roku został powołany na biskupa Novary, będąc poleconym papieżowi przez św. Karola Boromeusza.

## Arcybiskup Mediolanu
Arcybiskup Mediolanu Karol Boromeusz zmarł w nocy z 3 na 4 listopada 1584 roku, a już 28 listopada papież przeniósł Gaspare Viscontiego z diecezji w Novarze, gdzie jeszcze nie został wprowadzony, do Mediolanu. 13 grudnia 1584 roku został konsekrowany na biskupa przez kardynała Tolomeo Gallio. Wprowadzony został formalnie do Mediolanu w dniu 22 lipca 1585 roku.
W czasie arcybiskupstwa Viscontiego wiele zgromadzeń zakonnych otwarło w archidiecezji swoje klasztory, np. Kameduli w roku 1590 i Kamilianie w 1594.
W roku 1594 Visconti opublikował nowe wydanie Mszału Ambrozjańskiego, którego przygotowywanie rozpoczął jeszcze pod okiem Karola Boromeusza.
Idąc dalej śladami Boromeusza, arcybiskup zwołał sześć synodów diecezjalnych, zapoczątkował wizyty pastoralne we wszystkich podległych mu diecezjach, wzniósł nowe kościoły, np. Santa Saria in Paradiso w Mediolanie i kościół w Montevecchia oraz wybudował szpital Bonifratrów w Mediolanie. Podczas swojego pasterzowania jako biskup Visconti napotykał również na trudności, wciąż porównywany z Karolem Boromeuszem.
Gaspare Visconti zmarł 12 stycznia 1595 w Mediolanie, pochowany został w Południowej  nawie katedry w Mediolanie.